# Thomas Gresham
Pour les articles homonymes, voir Gresham.
Sir Thomas Gresham (env. 1519 - 21 novembre 1579) était un marchand anglais et surtout un financier qui travailla pour le roi Édouard VI, puis sa demi-sœur, la reine Élisabeth Ire.
Son savoir-faire dans le domaine de la gestion des devises et des équilibres financiers en fait l'un des premiers praticiens des questions monétaires. À ce titre, il est connu pour avoir formulé, en reprenant également les constatations antérieures de Nicolas Copernic, la « loi dite de Gresham » selon laquelle « la mauvaise monnaie chasse la bonne ».

## Biographie
Né à Londres et descendant d'une vieille famille du Norfolk, Gresham était le fils unique de sir Richard Gresham, un marchand londonien renommé, qui fut quelque temps lord-maire de Londres, et qui, pour avoir négocié au bénéfice d'Henri VIII d'Angleterre des prêts de marchands étrangers, fut anobli. Quoique son père eût l'intention d'en faire son successeur, il fut envoyé pour quelque temps au Caius College à Cambridge.
Il fit ensuite son apprentissage pendant huit ans auprès de son oncle sir John Gresham, lui aussi un négociant, qui créa la Gresham's School à Holt, Norfolk en 1555. En 1543, la Mercers Company admit en son sein Gresham à l'âge de 24 ans. La même année, il s'en alla aux Pays-Bas, où, en son nom propre, celui de son père ou de son oncle, il mena ses affaires tout en poursuivant de multiples activités en tant qu'agent d'Henry VIII. En 1544, il épousa la veuve de William Read, un marchand de Londres, mais il continua à résider principalement aux Pays-Bas, avec son centre principal d'activité à Anvers, ou il rencontra beaucoup de succès dans ses affaires.

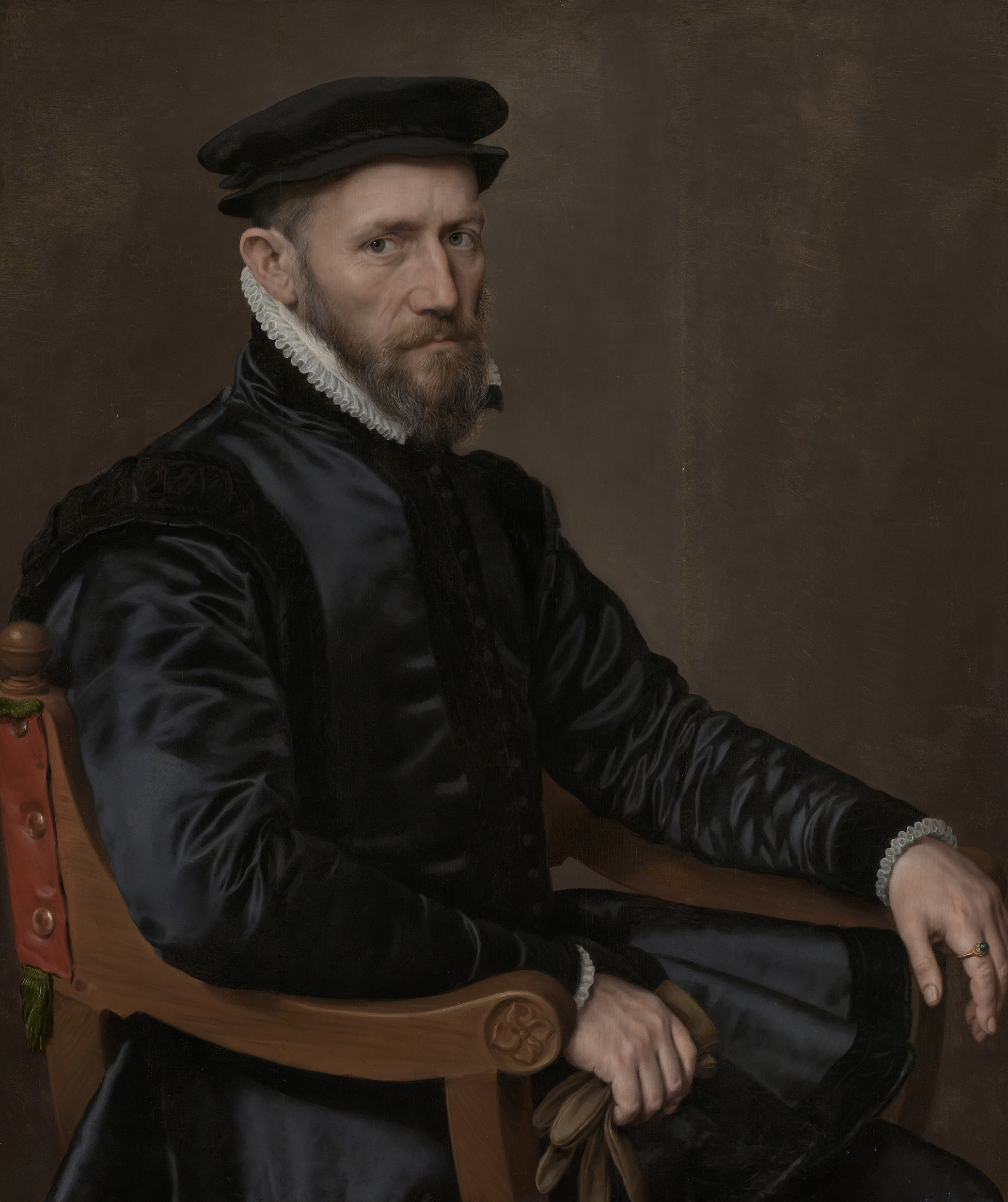
Sir Thomas Gresham - Portrait par Anthonis Mor, vers 1554

Gresham mourut subitement en novembre 1579.

## Thomas Gresham au service de l’État
Lorsqu'en 1551, la mauvaise gestion de sir William Dansell, marchand du roi aux Pays-Bas, eut placé le  gouvernement anglais dans un grand embarras financier, les autorités demandèrent à Gresham son avis, puis le choisirent pour mettre en œuvre ses propositions. Il fit appel à des méthodes variées - très ingénieuses, bien qu'assez arbitraires et injustes - pour accroître la valeur de la livre sterling à la Bourse d'Anvers. Elles rencontrèrent un tel succès qu'en quelques années le roi Édouard VI apura pratiquement toutes ses dettes. Le gouvernement sollicita alors l'avis de Gresham dans toutes ses difficultés pécuniaires, et l'employa aussi dans de nombreuses missions diplomatiques. S'il ne perçut pas de salaire de l'État, il reçut du roi Édouard, en récompense de ses services, de nombreuses terres ; leur valeur annuelle atteignant près de 400 livres.
Avec l'accession au trône de la reine Marie en 1553, Gresham fut en disgrâce pour une courte période, et Alderman William Dauntsey le remplaça dans son poste. Mais les opérations financières de Dauntsey ne se révélèrent pas très réussies et Gresham fut rapidement rappelé. Comme il fit état de son désir ardent de servir la reine, et manifesta beaucoup d'adresse en négociant des emprunts et en passant en contrebande, argent, armes et marchandises étrangères, non seulement ses services furent retenus tout au long de son règne (1553 - 1558), mais en plus d'un salaire quotidien de vingt shillings, il reçut des terres d'église pour une valeur annuelle de 200 livres. Sous la reine Élisabeth Ire (1558 - 1603), à côté de ses fonctions d'agent financier de la Couronne, Gresham devint quelque temps ambassadeur à la cour de la duchesse de Parme, devenant chevalier en 1559. Les temps troublés précédant la révolte hollandaise le contraignirent à quitter Anvers le 10 mars 1567 ; mais, bien que vivant dorénavant à Londres, il continua ses affaires comme précédemment. Il devint l'un des hommes les plus riches d'Angleterre.
La reine Élisabeth le trouva fort utile à de nombreuses tâches, comme geôlier de lady Mary Grey (sœur de lady Jane Grey), qui, pour la punir de s'être marié avec Thomas Keys le maître geôlier, fut emprisonnée dans sa maison de 1569 à 1572.
En 1565, Gresham fit une proposition au conseil municipal de Londres de construire sur ses propres deniers une Bourse - qui devint la Bourse royale, sur le modèle de celle d'Anvers - à la condition qu'ils achètent pour cela un terrain. Avec cette proposition, il n'oublia pas ses propres intérêts en obtenant pour un loyer annuel de 700 livres les échoppes dans la partie supérieure de l'édifice.
À l'exception de quelques sommes données à des œuvres, Gresham laissa l'essentiel de ses biens (des propriétés dans différentes parties de l'Angleterre pour une valeur de près de 2300 livres) à sa veuve et ses descendants, sous la condition qu'à sa mort, sa résidence de Bishopsgate, comme les loyers de la Bourse, devaient être transmis à la Corporation de Londres et la Mercers Company, afin de créer un collège où sept professeurs devaient enseigner - un par jour - l'astronomie, la géométrie, la physique, le droit, la théologie, la rhétorique et la musique. Le Gresham College, première institution d'enseignement supérieur à Londres (si l'on excepte la pseudo-université des Inns of Court), ouvrit en 1597. 

## La loi de Gresham

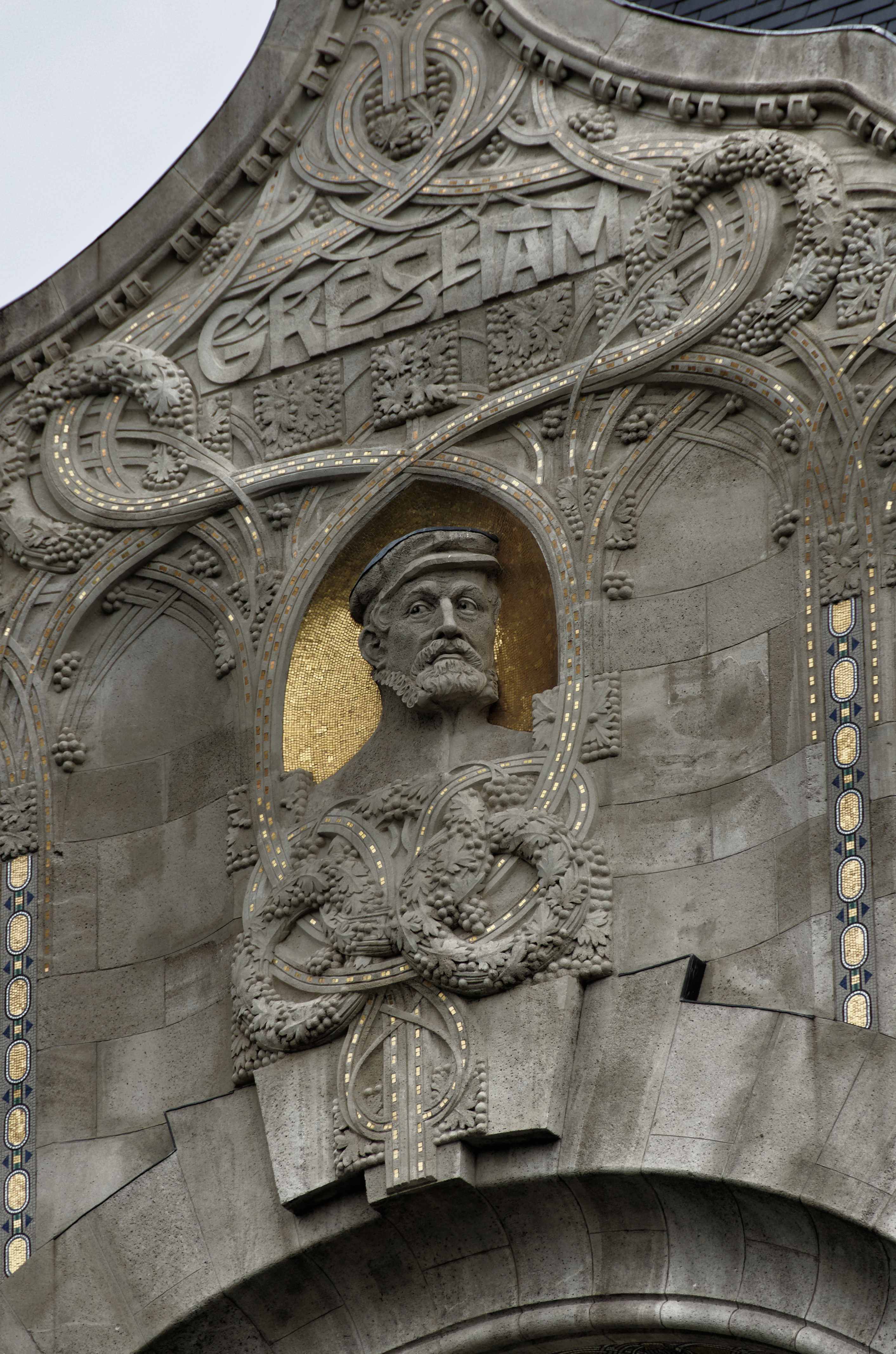
Buste de sir Thomas Gresham sur la façade du palais Gresham, Budapest

La loi de Gresham, « la mauvaise monnaie chasse la bonne », fut baptisée de son nom (bien que d'autres, y compris l'astronome Nicolas Copernicus, eussent reconnu ce concept depuis des années) parce qu'il pressa la reine Élisabeth de restaurer la devise dépréciée de l'Angleterre.
Selon cette « loi », lorsque deux monnaies circulent concurremment, l'une en or et l'autre en argent, celle qui inspire le moins confiance est utilisée pour effectuer les paiements alors que la meilleure est thésaurisée. La bonne monnaie finit donc par disparaître de la circulation (les acteurs économiques la conservent parce qu'ils pensent qu'elle ne sera pas dévalorisée) et se trouve de fait remplacée dans les échanges courants par la mauvaise (les acteurs économiques qui en possèdent cherchent à s'en dessaisir le plus vite possible car sa valeur est réputée être moins fiable ou être appelée à diminuer à terme plus ou moins rapproché).